# Riedl von Riedelstein
Riedl von Riedelstein je nově nobilitovaný šlechtický rod pocházející ze západočeského města Kraslice.

## Významní členové rodu
V roce 1854 obdržel Johann Baptist Riedl (1801–1858), pražský velkoobchodník a veřejný činitel, za své zásluhy čestný titul von Riedelstein.
Jeho syn Friedrich Eduard Riedl von Riedelstein (1832–1905) v roce 1872 koupil panství Dalovice, dnes součást Karlových Varů. V létech 1875 až 1889 zde provozoval porcelánku Steingutfabrik D. & F. Riedl von Riedelstein. V letech 1874–1875 nechal v Dalovicích postavit nový pseudorenesanční tzv. Nový zámek a po požáru v roce 1899 nechal od základu přestavět vyhořelou renesanční tvrz v Dalovicích na historizující zámek, tzv. Starý zámek. Jeho manželka Mathilde Uhl byla dcerou vydavatelky listu New Yorker Staats-Zeitung Anny Josefy Behr-Ottendorfer.
Eduard Friedrich Riedl von Riedelstein (1888–1936) byl největším budovatelem dalovické knihovny.
Panství a zámek Dalovice patřil Riedlům z Riedelsteina až do roku 1945, kdy se stal majetkem československého státu.

## Rodová sídla
- Niederkreuzstetten, Schloß, BH Mistelbach, v rakouské spolkové zemi Dolní Rakousy od 1914
- Baumgarten, zámek v „Ollersbachu“, místní části města Neulengbach v okrese Sankt Pölten-okolí v rakouské spolkové zemi Dolní Rakousy v létech 1978–1996